# سوماتين
سوماتين أو السوماتين (بالإسبانية: El somatén)‏ وتعني بالإسباني «الحرس المحلي»، وهي مؤسسة كاتالونية ذات طابع شبه بوليسي. كانت في بدايتها هيئة مسلحة للحماية المدنية منفصلة عن الجيش في دفاعها عن نفسها وعن الأرض. ثم قامت ديكتاتورية بريمو دي ريفيرا (1923-1930) بتوسيعها لتشمل إسبانيا كلها، مما جعلها أحد أركان النظام. وقد حلت سنة 1931 فترة الجمهورية الإسبانية الثانية باستثناء سوماتين قرى الريف، ولكن أعيد احيائها فترة ديكتاتورية فرانكو. واستمرت حتى لغيت نهائيا سنة 1978 بعد عودة الديمقراطية.

## التاريخ

### العصور الوسطى
أتت أصل الكلمة سوماتين من الكلمة الكاتالونية (sagramental)، وقد وجدت مكتوبة في قصاصات كتبها برلمان كتالونيا في 1068 وفي استخدامات برشلونة (الاستخدام الإقطاعي) حيث سميت (Princeps namque). وصاغت النصوص القانونية تلك صفة رجل الشرطة (في النطاق المحلي) والجندي (في النطاق عام) الممنوحة للسوماتين.
ومن المهام الأخرى للسوماتين: احداث إنذار لتنبيه المدن المجاورة. وكان ذلك من خلال اشعال مواقد النيران في القمم، أو النفخ بالقرون أو البوق، أو قرع الأجراس. والطريقة الأخيرة سمي صوت رنين الأجراس (so emetent باللغة الكاتالونية) حيث اشتق منها كلمة سوماتين وانتشرت لاسيما في القرن 16. وكان جميع أعضاء السوماتين متجاورين بحيث يسهل لهم تقديم تلك الخدمة. كان لديهم واجب الحفاظ على الأسلحة في منازلهم ليتدربوا عليها في أوقات منتظمة لاستخدامها.

### العصر الحديث
كانت تعبئة حشود المواطنين تدعى سوماتين العامة (somatén general). وبلغت ذروتها خلال القرنين 12 و13 وتكررت في القرنين التاليين. وفي القرنين 16 و17 اكتسب السوماتين أساسيات دور الشرطة -ضد قطاع الطرق والهوغونوتيون والقراصنة- التي حددها دستور 1561 واستمرت مطبقة حتى القرن 17.
بعد هزيمة الكاتالونيين المؤيدين للأرشيدوق كارل في حرب الخلافة الإسبانية (1714) أصدر الملك فيليب الخامس قرارات ومراسيم نويفا بلانتا، ومنها إلغاء السوماتين التي قادها الجنرال موراجيز أثناء الحرب. على الرغم من الإلغاء المؤقت، فقد أعيد هيكلة السوماتين سنة 1794 خلال حرب روسيون (1793-1795) وذلك بسبب وضع الجيش السيئ. واستعمل مرة أخرى خلال حرب الاستقلال (1808-1814) ضد الفرنسيين في روساس وبرشلونة وطراغونة.

### القرن 19 وأوائل قرن 20
أعاد كبار ملاك الأراضي إنشاء السوماتين في سنة 1855، وسميت السوماتين المسلح (Sometent Armat) على مرتفع دي كاتالونيا واعتمدت شعار (Pau, pau i sempre pau) وتعني السلام والسلام ثم السلام دائما. ومنذ ذلك الحين اكتسب السوماتين صفة الهيئة المساعدة للنظام العام في نطاق ريف، وكان الهدف منه حماية سيطرة كبار ملاك الأراضي. ولكنها ألغيت مرة أخرى في الجمهورية الأولى، إلا أنها استرجعت وضعها بعدها بفترة قصيرة لمحاربة الكارليون في الحرب الكارلية الثالثة.
حافظت وثيقة قواعد مانريزا التي طالبت فيها كاتالونيا بتشكيل حكومة وبرلمان مستقلين على واجبات مهمة للسوماتين، ولكن لم يكتمل ذلك لأن القواعد لم تطبق.
ثم بدأ السوماتين يتعاون مع الحكومة وأيضا مع الجماعات اليمينية في عدة مناسبات. على سبيل المثال تعاونوا في القبض على فرانسيسك فيرير غوارديا (1909) المتهم بالتواطؤ في الهجوم على موكب ألفونسو الثالث عشر مع الفوضوي ماتيو مورال، وأيضا ضد المضربين في أليلا. في السنوات التي سبقت الديكتاتورية العسكرية لل بريمو دي ريفيرا كان الدعم الشعبي لسوماتين شحيحًا بسبب نشاطه القمعي والمعاملة التفضيلية مع الطبقات العليا، مما خلق أسطورة سوداء حوله.

### توسع عملهم إلى كل إسبانيا

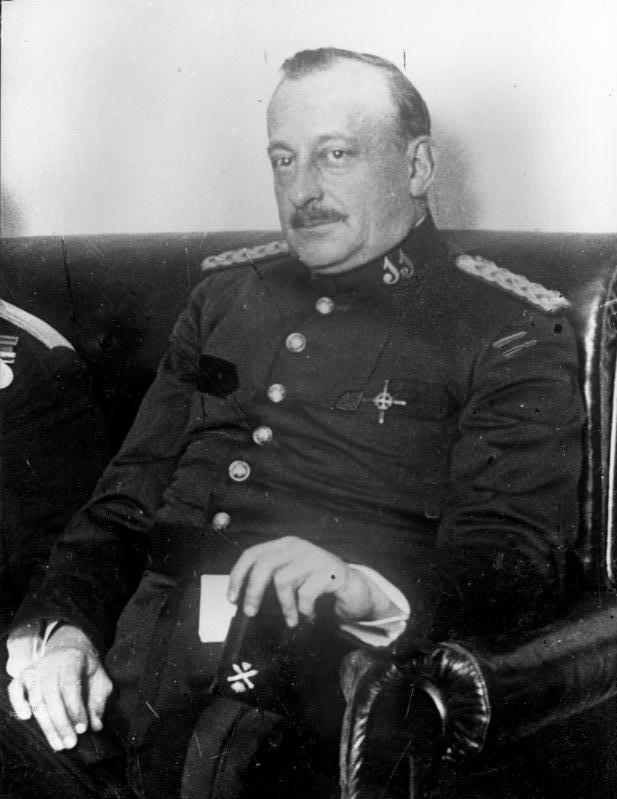
الجنرال ميغيل بريمو دي ريفيرا خلال ديكتاتوريته (1923-1930) وسع السوماتين إلى كل إسبانيا.

بعد يومين من نجاح الانقلاب الذي أرسى ديكتاتورية بريمو دي ريفيرا في 17 سبتمبر 1923 أصدرت الإدارة العسكرية مرسوما ملكيا بتوسعة مؤسسة سوماتين الكاتالونية إلى جميع مقاطعات إسبانيا. ووفقا للمرسوم سيرأس السوماتين الوطني -أول اسم رسمي أطلق عليه- قائد عام وفي غضون شهر من صدور المرسوم. وأوضح بريمو دي ريفيرا في المرسوم أن السوماتين لم يكن سوى قوة إضافية للحفاظ على النظام العام، وأيضا «دافع للروح المعنوية» لتشجيع تعاون المواطنين مع النظام الجديد. وعلى الرغم من بريمو دي ريفيرا في كلمة ألقاها أمام موسوليني في 21 نوفمبر 1923 حاول مساواتهم بالقمصان السوداء الفاشية قائلا:«بأن هيكل السوماتين المسلح لأجل البرجوازية، حيث أنشئ لأجل ومن أجل ولخدمة السلطة» وبالرغم من أن بعض العمال من اتحادات التجارة الحرة قد انضموا إليه. كما قال بريمو دي ريفيرا بأن شعار السوماتين هو «السلام والعدالة والنظام، وهي المبادئ الثلاثة للديمقراطية الحقيقية».
ويمكن للذكور الذين تزيد أعمارهم عن 23 سنة وأخلاقهم حسنة أن ينخرطوا في السوماتين وفقا للمرسوم الملكي. كان هيكلها ودورها في البداية هو نموذج للهيكل الكاتالوني، وحسب الأمر الملكي فإنها خضعت لوزارة الحرب في 13 يونيو 1924 بشأن لوائح العضوية للهيكل المسلح في إسبانيا، وحفزت المراسيم المتعاقبة لأعضائها امتيازات قانونية من السلطة المحلية، حتى عندما يكونوا خارج الخدمة. وهكذا فإن منتسبي السوماتين «نالوا إعفاءًا عمليًا من المسئولية المدنية والجنائية للأحداث التي وقعت أثناء تنفيذ مهامهم» حسب المؤرخ إدواردو غونزاليز كاليخا.
لجذب التجنيد ولتشجيع الدعم الاجتماعي لتلك المؤسسة، جرت عدة أحداث مدنية لتنظيم ذلك. ومن الأمثلة حسب جونزاليس كاليخا:"استقبال شعبي لممثل الجيش للإدارة العسكرية (الحاكم المدني أو العسكري أو ممثل الحكومة). مجلة محلية للسوماتين. قداس محلي رسمي للأسقف أو كاهن الرعية في الساحة الرئيسية بمساعدة من قوة الحامية عند الضرورة ودعم من شخصيات محلية ومناطقية (عمدة - رئيس وأعضاء المجالس - أطباء - معلمين وغيرهم) وحتى المنظمات الشبابية مثل الكشافة الإسبانية. دعم إعلامي للمؤسسة. عمل مواكب للسوماتين (الحرص على تجنب تعريف الهوية عند الاستخدام العسكري. حظر استخدام الابواق والطبول). عمل المآدب المدنية في قاعة المدينة أو في قاعة عامة أو في منزل أحد السوماتين البارزين.
وكان للسوماتين الوطني دورا أساسيا في «شرطة الأخلاق» مع الحرص على إنشاء سلوك مدني برجوازي محافظ معين وبمكون ديني قوي. وبصفته وكيلا للسلطة فإن من مسئولياته هو منع التجديف، وشجع بعض الأساقفة كهنة ابرشياتهم وأبناء رعاياها أن يتعاونوا مع السوماتين. ويمكن التفريق بين سوماتين الريف الذي يهدف إلى قمع جرائم عادية مثل السرقة، وبين سوماتين المدن الذي يعمل تحت وصاية الجيش والشرطة في قمع ما يسمى بالجرائم الاجتماعية مثل الإضرابات. من ناحية أخرى فإن الانضمام إلى السوماتين -وأيضا للاتحاد الوطني وهو الحزب الأوحد في فترة الدكتاتورية- هو الأساس لأي صعود سياسي في النظام أو الدفاع عن مصالح معينة وأيضا للحفاظ المواقف المكتسبة. وتطوع فيها الكثير من الزعماء المحليون من بقايا النظام القديم فيها مما أدى إلى تشكيل مجموعات مسلحة لخدمة كبار ملاك الأراضي مما قوض التقييم الاجتماعي للسوماتين.
لم يتأكد من عدد أعضاء السوماتين في إسبانيا خلال فترة الديكتاتورية. بعض التقييمات قدرتهم بحوالي 175,000 رجل عند تأسيسها، ثم ارتفع إلى 182,000 في نهاية 1925. وبلغ ذروته في أغسطس 1928 بتعداد 217,584، ثم بدأت الأعداد بالانخفاض تدريجيا نظرا لفقده سبب وجوده بكونه قائم لتحسين القانون والنظام حيث فشل في ترسيخ جذوره خارج كاتالونيا - حالت الزعامات المحلية أي تنمية مستقلة لتلك المنظمة المدنية ومنعت عنها أي حماية سياسية لها-. والسبب الآخر لتراجعه هو التفاعل البارد من الطبقات الشعبية بسبب وجود العنصر البرجوازي شبه الحصري من طبقة مهنية عالية (التجار والصناعيين والمحامين والأطباء والمهندسين والملاك وغيرهم).
وهكذا تحول السوماتين تدريجيا إلى رقص إيقاعي بسيط عن روائع النظام الدكتاتوري، يستعرض فيه شاراته وأسلحته وأعلامه في أي مناسبة أو احتفال رسمي تطلب بوجوده. ومع ذلك ظل بريمو دي ريفيرا على قناعته بوجوب استمراريتهم حتى قبل استقالته بإسبوعين ونصف. وذلك عند استقباله لقادة المنظمة في مدريد في 12 يناير 1930 وقال:
بعد سقوط ديكتاتورية بريمو دي ريفيرا وانتهاء الرقابة أدانت صحف كثيرة تلك التجاوزات والجرائم التي ارتكبها منتسبيها وطالبت بحله. وقد تم ذلك الحل باستثناء مناطق كاتالونيا الريفية بأمر من الحكومة المؤقتة للجمهورية الإسبانية الثانية الصادر في 15 أبريل 1931 أي بعد يوم واحد فقط من إعلان الجمهورية الإسبانية الثانية.

### الجمهورية الثانية والحرب الأهلية ودكتاتورية فرانكو
حلت الجمهورية الثانية السوماتين مرة أخرى سنة 1931. ثم أعيد احيائها سنة 1936 بعد الانتفاضة التي أدت إلى الحرب الأهلية. ثم حل بعد ذلك في سنة 1939 ولكن ليس لفترة طويلة، وبعدها أعادت حكومة فرانكو تنظيمه سنة 1945 وتوسعته إلى كامل الأراضي الإسبانية تحت اسم سوماتين أرمادو (بالإسبانية: Somatén Armado)‏، مع الغرض الرئيسي هو التعاون مع الحرس المدني في مكافحة المنظمات العمالية السرية والمسلحة [الإنجليزية]. فبنادق أعضاء السوماتين تعود إلى الحرس المدني وكذلك تراخيص المدافع القصيرة (محدودة للغاية في إسبانيا) ولا يمكنهم التصرف بمفردهم، ولكن يمكنهم أن يتولوا مسؤولية ثكنات الحرس المدني إذا لزم الأمر في حالة خروج جميع الحراس في حالة الطوارئ، وترك الخدمة شراكة مع الحرس المدني. وأخيرا حله مجلس الشيوخ نهائيا سنة 1975.